# Regional Airlines
Regional Airlines was een Russische luchtvaartmaatschappij met haar thuisbasis in Kemerovo.

## Geschiedenis
Regional Airlines is opgericht in 2004 en opgeheven in 2006 nadat een van de vliegtuigen in 2005 verongelukt was.

## Vloot
De vloot van Regional Airlines bestaat uit:(nov.2006)
- 1 Antonov AN-24RV